# I liga polska w hokeju na lodzie (1957/1958)
3. sezon I ligi polskiej w hokeju na lodzie rozegrany został na przełomie 1957 i 1958 roku. Był to 23. sezon rozgrywek o Mistrzostwo Polski w hokeju na lodzie. W rozgrywkach wzięło udział siedem zespołów. 
Pierwszy mecz sezonu (KTH - AZS 5:1) odbył się 13 listopada 1957 na sztucznym lodowisku w Warszawie i został rozegrany awansem z drugiej kolejki z uwagi na późniejszy wyjazd AZS do Jugosławii. Za zwycięstwo klub otrzymywał dwa punkty. Mistrzem Polski został zespół Górnika Katowice. 

## Tabela
| Lp. | Zespół            | M  | Pkt | W  | R | P  | G + | G - | +/-  |
| --- | ----------------- | -- | --- | -- | - | -- | --- | --- | ---- |
| 1   | Górnik Katowice   | 12 | 24  | 12 | 0 | 0  | 113 | 16  | +97  |
| 2   | Legia Warszawa    | 12 | 20  | 10 | 0 | 2  | 105 | 31  | +74  |
| 3   | Podhale Nowy Targ | 12 | 10  | 6  | 0 | 6  | 64  | 61  | +3   |
| 4   | KTH Krynica       | 12 | 10  | 5  | 0 | 7  | 48  | 66  | -18  |
| 5   | Piast Cieszyn     | 12 | 10  | 5  | 0 | 7  | 49  | 80  | -31  |
| 6   | Start Katowice    | 12 | 8   | 4  | 0 | 8  | 43  | 67  | -24  |
| 7   | AZS Warszawa      | 12 | 0   | 0  | 0 | 12 | 22  | 123 | -101 |